# 未來的博物館
（未來的博物館）是日本流行電音組合Perfume第17張單曲。單曲於2013年2月27日發行。唱片公司為Perfume Records / UNIVERSAL J。

## 介绍
- 距離前作《Spending all my time》約半年的單曲。為多啦A夢電影《大雄的秘密道具博物館》的主題曲，亦是Perfume首次為電影演唱主題曲。
- 單曲於2013年3月8日在香港、台灣、新加坡及馬來西亞發行海外版本。
- 是一首擁有清亮旋律，表現出象徵無限幻想的歌詞主題——「未來」的流行樂曲。B面曲「だいじょばない」則是展現了Perfume的酷感極限的歌曲。

## 收錄歌曲

### CD
| 曲序     | 曲目                                            | 时长  |
| -------- | ----------------------------------------------- | ----- |
| 1.       | （多啦A夢電影《大雄的秘密道具博物館》的主題曲） | 3:22  |
| 2.       |                                                 | 3:05  |
| 3.       |                                                 | 3:22  |
| 4.       |                                                 | 3:06  |
| 总时长： | 总时长：                                        | 12:55 |

## 外部連結
- YouTube上的Official Music Video：Perfume 」
- YouTube上的SPOT：Perfume 